# Gais 1980
Fotbollsklubben Gais spelade säsongen 1980 i division II södra. Efter en rafflande säsongsavslutning blev Gais tvåa i serien på samma poäng som segrande Örgryte IS och trean IFK Malmö.
I svenska cupen 1980/1981 åkte Gais ut i tredje omgången.
Den 19-årige engelsmannen Garry Brooke blev med sina åtta mål klubbens bästa målskytt, medan den likaledes 19-årige Morgan Lagemyr tilldelades Hedersmakrillen som lagets bästa spelare. Veteranen Sten Pålsson tilldelades Göteborgs-Tidningens pris Kristallkulan som Göteborgs bästa fotbollsspelare.

## Inför säsongen
Gais hade värvat den norske tränaren Tom Lilledal, som genast fick smeknamnet "Tuffe Tom". Inför säsongstarten 1980 sade han i Gais tidskrift Makrillen att spelarna hade "för dålig grundkondition och för avslappnad attityd till elitfotboll", och i mars bantade han ner A-laget till 18 spelare; till de som petades och hotade med att byta klubb svarade han: "Sök till korpen om ni inte pallar för en petning."
Många var spelarna som lämnade Gais inför säsongen: Kenneth Wessberg, Martin Augustsson, Jan-Olof Edlind, Jan Sällström, Alf Engqvist, Roger Hafvenström, Stefan Gustavsson, Peter Wäli, Göte Berntsson och Benny Ivarsson. Mikael Berthagen och Olle Calming petades först ur A-laget, men lyckades kämpa sig tillbaka in i truppen.
Lilledals Gais inledde ett samarbete med Tottenham Hotspur, och lånade därifrån in den 19-årige engelsmannen Garry Brooke. Man värvade även in Dean Mooney, Lars-Inge Andersson, Johan Hornhammar och Peter Yngve samt lyfte upp 19-årige Morgan Lagemyr från juniorlaget.
Gais ledning hade till sist insett att Gais inte längre var en allsvensk klubb, utan satte i stället upp ett mål om att hålla sig kvar i division II i några år tills den ungdomssatsning som inleddes 1979 bar frukt.

## Seriespel

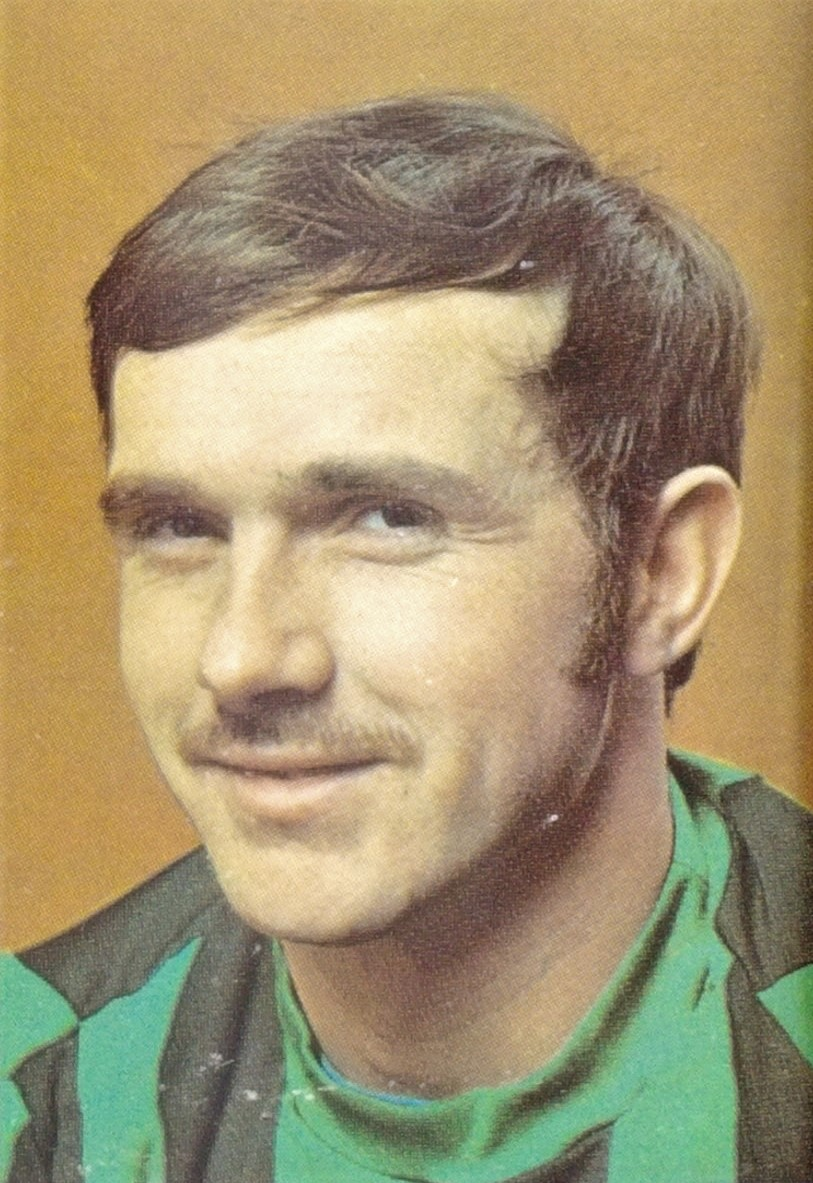
Sten Pålsson, som debuterade i Gais redan 1968, var en veteran i ett ungt Gais. Han tilldelades detta år även Kristallkulan som Göteborgs bästa fotbollsspelare.

Gais inledde serien med en 2–3-förlust borta mot Helsingborgs IF, men de båda nya engelsmännen visade sig vara goda nyförvärv. I den första hemmamatchen, 2–0 mot IFK Malmö, visade Dean Mooney upp ett otroligt bra huvudspel, och i den andra hemmamatchen, 3–0 mot IK Sleipner, fick Gaisfansen se att Garry Brooke var en ettrig, snabb och stark forward. Gais vann även sin tredje hemmamatch, 1–0 mot Karlskrona AIF, i en match där Lars-Inge Andersson debuterade. Sedan följde ett derby mot Örgryte IS, där Andersson blev "Snubben" med alla gaisare. Han byttes in sedan Mooney skadats, och gjorde både klackpassningar och långruscher, och dessutom de två första målen när Gais vann med hela 4–0. Gamle Sten Pålsson och ännu en ny engelsman, Billy Stagg, gjorde de övriga målen.
Den 29 maj ledde Gais en haltande serietabell före BK Häcken och Örgryte IS. Då skickade Lilledal hem den nye britten Stagg för att han inte passade in i laget. "Han är för egoistisk och får ta första båt hem." Andra spelare blommade dock ut under Lilledal: Morgan Lagemyr gick från juniorspelare till att bli en verklig speluppläggare på mittfältet, med skruvpassningar och dribblingar, och Lars Liljeblad gick från lovande till att bli en bärande pjäs i laget.
Den 29 juni slog Gais IS Halmia borta på Örjans vall med 3–1, och ledde fortfarande en otroligt jämn serie, där tian IFK Kristianstad bara var tre poäng bakom Gais. I höstderbyt mot Öis vann Gais ännu en gång, med 2–1, men Morgan Lagemyr blev skadad och Lilledal agerade direkt genom att ta in ytterligare en engelsman, 18-årige David Cork från Doncaster. Då även Uppling blev skadad plockade Lilledal återigen blixtsnabbt in en ersättare, finländaren Stefan Lindström.
Då Gais därefter förlorade hemma med 0–1 mot Kristianstad skrädde Lilledal sin vana trogen inte orden: "Dean Mooney och Håkan Lindman hade aktionsradier som statyer. David Cork lånar vi nog ut." Efter ytterligare en förlust, borta mot Nyköpings BIS med 1–2 sedan Christian Pestat hade sparkat hemmalagets Andy Proudlove i baken och orsakat straff och utvisning, blev serien ännu tätare. Mikael Johansson, som hade varit lysande som libero hela säsongen, missade ett par matcher på grund av en inflammation i hälen, men efter 1–1 mot Kalmar AIK, 2–1 mot IS Halmia och 1–1 mot Helsingborgs IF hade Gais fortfarande chansen på serieseger och uppflyttning i Allsvenskan.
Inför den allra sista omgången ledde IFK Malmö på 31 poäng och +6 i målskillnad, före Örgryte IS och Gais, som bägge låg på 29 poäng och +12. Även Grimsås IF på fjärde plats hade en teoretisk chans att bli allsvenskt, och de fyra topplagen skulle dessutom möta varandra i sista omgången: Malmö–Gais och Örgryte–Grimsås.
Gaissupportrarna vallfärdade till Malmö, och av de 20 943 åskådarna var en inte oansenlig del gaisare. Malmö höll länge 0–0 och var då i Allsvenskan, eftersom det i matchen mellan Örgryte och Grimsås stod 2–2, men i matchens slutminut fick Gais en straff som Sten Pålsson slog i mål till 0–1. Då Grimsås verkade ha klarat oavgjort mot Öis och det allsvenska avancemanget därmed var klart sprang jublande Gaisfans in på planen, ovetande om att matchen i Göteborg var sex minuter försenad. I slutminuterna, mitt under Gais firande, fick Örgryte straff, och Sten-Olov Berg slog in 3–2 för Öis, som därmed tog sig förbi Gais. Klubbarna hade samma poäng och samma målskillnad, och Gais hade vunnit båda derbyna, men ändå var det Öis som tog hem serien i kraft av fler gjorda mål, då man hade 45–32 mot Gais 35–22.

### Efterspel
När serien var över fortsatte dramatiken i Gais. Tom Lilledal ville ha fullständig kontroll över ungdomsproffssatsningen, men föreningen sade nej till detta. Lilledal hade varit i stort sett kompromisslös hela säsongen, och ville redan i mars ta över U-verksamheten. Han fick delvis igenom sin vilja då, eftersom åtta av 14 ungdomsproffs flyttades upp i A-truppen, men då U-tränaren Roger Fridlund i oktober startade upp en ny kull med 19 spelare i åldrarna 15–17 krävde Lilledal att få kontrollen även över dessa. Alla medlingar gick i stöpet, och Lilledal lämnade efter segdragna förhandlingar föreningen. Han motiverade beslutet:
| ”                             | Jag kan inte styra elitverksamheten i klubben. Det är omöjligt när GAIS Intresse AB gör en självständig satsning på U-proffsen. Det är helt naturligt att en chefstränare ska kunna påverka de produkter som ska hamna i klubbens A-lag. Detta har inte varit möjligt i GAIS och därför slutar jag. | „ |
| – Tom Lilledal, vintern 1980. | |   |

### Tabell
| Nr | Lag                  | S  | V  | O  | F  | GM | IM | MS  | P  |
| -- | -------------------- | -- | -- | -- | -- | -- | -- | --- | -- |
| 1  | Örgryte IS           | 26 | 12 | 7  | 7  | 45 | 32 | +13 | 31 |
| 2  | Gais                 | 26 | 13 | 5  | 8  | 35 | 22 | +13 | 31 |
| 3  | IFK Malmö            | 26 | 11 | 9  | 6  | 30 | 25 | +5  | 31 |
| 4  | Grimsås IF           | 26 | 11 | 7  | 8  | 29 | 24 | +5  | 29 |
| 5  | Helsingborgs IF      | 26 | 10 | 8  | 8  | 33 | 23 | +10 | 28 |
| 6  | BK Häcken            | 26 | 12 | 4  | 10 | 39 | 31 | +8  | 28 |
| 7  | Jönköpings Södra IF  | 26 | 11 | 6  | 9  | 34 | 31 | +3  | 28 |
| 8  | IS Halmia (N)        | 26 | 11 | 5  | 10 | 30 | 28 | +2  | 27 |
| 9  | Karlskrona AIF (U)   | 26 | 10 | 7  | 9  | 27 | 29 | −2  | 27 |
| 10 | IFK Hässleholm       | 26 | 8  | 9  | 9  | 26 | 33 | −7  | 25 |
| 11 | IK Sleipner          | 26 | 8  | 8  | 10 | 26 | 30 | −4  | 24 |
| 12 | IFK Kristianstad (U) | 26 | 9  | 6  | 11 | 28 | 36 | −8  | 24 |
| 13 | Kalmar AIK           | 26 | 1  | 14 | 11 | 12 | 32 | −20 | 16 |
| 14 | Nyköpings BIS        | 26 | 5  | 5  | 16 | 20 | 38 | −18 | 15 |

### Seriematcher
| Lag                | Hemma | Borta |
| ------------------ | ----- | ----- |
| Örgryte IS         | 4–0   | 2–1   |
| IFK Malmö          | 2–0   | 1–0   |
| Grimsås IF         | 2–0   | 0–1   |
| Helsingborgs IF    | 1–1   | 2–3   |
| BK Häcken          | 2–1   | 0–1   |
| Jönköping Södra IF | 0–1   | 1–1   |
| IS Halmia          | 2–1   | 3–1   |
| Karlskrona AIF     | 1–0   | 0–2   |
| IFK Hässleholm     | 0–0   | 0–0   |
| IK Sleipner        | 3–0   | 2–1   |
| IFK Kristianstad   | 0–1   | 1–2   |
| Kalmar AIK         | 2–1   | 1–1   |
| Nyköpings BIS      | 2–0   | 1–2   |

### Spelarstatistik
| Namn                  | Poäng | Mål |
| --------------------- | ----- | --- |
| Sten Pålsson          | 26    | 4   |
| Håkan Lindman         | 25    | 4   |
| Mikael Johansson      | 24    | 2   |
| Garry Brooke          | 23    | 8   |
| Lars Liljeblad        | 22    | 1   |
| Kjell Uppling (mv)    | 22    |     |
| Dean Mooney           | 21    | 7   |
| Lars-Inge Andersson   | 21    | 4   |
| Osborn Larsson        | 21    |     |
| Christian Pestat      | 19    | 1   |
| Johan Hornhammar      | 18    | 1   |
| Morgan Lagemyr        | 18    |     |
| Bengt Andersson       | 15    |     |
| Mats Jinefors         | 15    |     |
| Mikael Berthagen      | 9     |     |
| Lallo Fernandez       | 8     | 1   |
| Olle Calming          | 6     |     |
| David Cork            | 6     |     |
| Peter Yngve           | 5     |     |
| Stefan Lindström (mv) | 4     |     |
| Dan Karlsson          | 3     |     |
| Angel Rios            | 3     |     |
| Billy Stagg           | 2     | 1   |
| Jonas Magnusson       | 1     |     |

## Svenska cupen
Gais gick in i tredje omgången av svenska cupen hemma mot IFK Eskilstuna den 15 juni, men förlorade inför 1 029 åskådare med 1–3 och blev utslaget. Gais mål gjordes av Johan Hornhammar.